# نشست سران کشورهای ساحلی خزر
نشست سران کشورهای ساحلی خزر یا نشست سران کشورهای ساحلی مازندران نخستین‌بار به پیشنهاد صفرمراد نیازف رئیس جمهور وقت ترکمنستان و با هدف تعیین رژیم حقوقی دریای مازندران و با حضور رؤسای جمهور وقت ایران، روسیه، جمهوری آذربایجان، ترکمنستان و قزاقستان در اردیبهشت ۱۳۸۱ در عشق آباد برگزار شد. دور دوم این اجلاس نیز در ۲۴ مهر ۱۳۸۶ در تهران برگزار شد.